# Armand Fallières
Clément Armand Fallières (6 de noviembre de 1841 - 22 de junio de 1931) fue un político francés, que ejerció el cargo de presidente de Francia de 1906 a 1913. Perteneció al partido Alianza Democrática.
Nació en Mézin (departamento de Lot-et-Garonne). Su padre era juez de paz. Estudio Derecho y ejerció como abogado en Nérac, comenzando su carrera política como asesor municipal (1868), más tarde alcalde (1871) y en consejero general ese mismo año. Siendo un ardiente republicano, perdió su puesto tras la caída de Thiers en mayo de 1873, pero en 1876 fue elegido diputado por Nérac, sentándose con los republicanos de izquierda. Firmó la protesta de 18 de mayo de 1877, siendo elegido cinco meses más tarde.
En 1880 se convirtió en subsecretario de Estado en el Ministerio del Interior durante el gobierno de Jules Ferry (mayo de 1880 a noviembre de 1881). Desde el 7 de agosto de 1882 al 20 de febrero de 1883 fue Ministro del Interior, y por un mes (del 29 de enero al 21 de febrero) fue Presidente del Consejo de ministros. Su gabinete tuvo que hacer frente a la cuestión de la expulsión del país de los pretendientes al trono de Francia, debido a la proclamación realizada por el Príncipe Napoleón.
Fallières no fue capaz de enfrentarse al enojo de la oposición y dimitió cuando el Senado rechazó su proyecto. El noviembre siguiente, no obstante, fue nombrado Ministro de Instrucción Pública por Jules Ferry, realizando diversas reformas en el ámbito educativo.
Renunció en marzo de 1885, convirtiéndose en Ministro del Interior durante dos años en el gobierno de Maurice Rouvier. Cambió de cartera ministerial, pasando al de Justicia en diciembre. Regresó al Ministerio del Interior en 1889 y, finalmente, retomó la cartera de Justicia de marzo de 1890 a febrero de 1892. En junio de 1890 su departamento, Lot-et-Garonne, lo eligió senador por 417 votos frente a 23. Permaneció al margen de las luchas partidistas, aunque mantuvo su influencia entre los republicanos.
En marzo de 1899 fue nombrado presidente del Senado, permaneciendo en el cargo hasta enero de 1906, cuando fue escogido por la unión de los partidos de izquierda como candidato a la presidencia de la República. Fue elegido en la primera vuelta, obteniendo 449 votos contra 371 de su rival, Paul Doumer. Siendo un abierto opositor a la pena de muerte, durante su mandato indultó a muchos condenados.
| Predecesor: Émile Loubet | Presidente de Francia 1906 – 1913 | Sucesor: Raymond Poincaré |

- Datos: Q296673
- Multimedia: Armand Fallières / Q296673